# I liga urugwajska w piłce nożnej (1958)
- Mistrz Urugwaju 1958: CA Peñarol
- Wicemistrz Urugwaju 1958: Club Nacional de Football
- Spadek do drugiej ligi: Fénix Montevideo
- Awans z drugiej ligi: Racing Montevideo

Mistrzostwa Urugwaju w roku 1958 były mistrzostwami rozgrywanymi według systemu, w którym wszystkie kluby rozgrywały ze sobą mecze każdy z każdym u siebie i na wyjeździe, a o tytule mistrza i dalszej kolejności decydowała końcowa tabela.

## Primera División

### Kolejka 1
| Mecz                                          |
| --------------------------------------------- |
| Montevideo Wanderers – CA Cerro 3:3           |
| Rampla Juniors – CA Peñarol 2:1               |
| Liverpool Montevideo – Defensor Sporting 3:2  |
| Sud América Montevideo – Fénix Montevideo 1:1 |
| Club Nacional de Football – Danubio FC 2:2    |

### Kolejka 2
| Mecz                                              |
| ------------------------------------------------- |
| CA Peñarol – Liverpool Montevideo 3:1             |
| Club Nacional de Football – Defensor Sporting 2:2 |
| Fénix Montevideo – CA Cerro 1:1                   |
| Danubio FC – Montevideo Wanderers 1:1             |
| Sud América Montevideo – Rampla Juniors 1:0       |

### Kolejka 3
| Mecz                                                   |
| ------------------------------------------------------ |
| Club Nacional de Football – Sud América Montevideo 0:0 |
| CA Cerro – Defensor Sporting 0:5                       |
| Danubio FC – Rampla Juniors 0:2                        |
| CA Peñarol – Fénix Montevideo 4:0                      |
| Montevideo Wanderers – Liverpool Montevideo 0:1        |

### Kolejka 4
| Mecz                                        |
| ------------------------------------------- |
| Montevideo Wanderers – CA Peñarol 0:4       |
| Rampla Juniors – Defensor Sporting 0:2      |
| Club Nacional de Football – CA Cerro 3:1    |
| Sud América Montevideo – Danubio FC 0:2     |
| Liverpool Montevideo – Fénix Montevideo 1:0 |

### Kolejka 5
| Mecz                                             |
| ------------------------------------------------ |
| Club Nacional de Football – Fénix Montevideo 2:0 |
| Sud América Montevideo – CA Peñarol 1:0          |
| Rampla Juniors – CA Cerro 1:0                    |
| Liverpool Montevideo – Danubio FC 4:2            |
| Montevideo Wanderers – Defensor Sporting 1:0     |

### Kolejka 6
| Mecz                                                 |
| ---------------------------------------------------- |
| CA Peñarol – CA Cerro 1:0                            |
| Club Nacional de Football – Montevideo Wanderers 2:0 |
| Defensor Sporting – Danubio FC 4:1                   |
| Rampla Juniors – Fénix Montevideo 4:1                |
| Liverpool Montevideo – Sud América Montevideo 0:0    |

### Kolejka 7
| Mecz                                           |
| ---------------------------------------------- |
| Rampla Juniors – Club Nacional de Football 0:0 |
| CA Peñarol – Danubio FC 2:1                    |
| CA Cerro – Liverpool Montevideo 5:0            |
| Fénix Montevideo – Montevideo Wanderers 1:1    |
| Sud América Montevideo – Defensor Sporting 2:2 |

### Kolejka 8
| Mecz                                              |
| ------------------------------------------------- |
| Montevideo Wanderers – Sud América Montevideo 3:0 |
| CA Peñarol – Club Nacional de Football 0:0        |
| Fénix Montevideo – Defensor Sporting 3:1          |
| Danubio FC – CA Cerro 1:1                         |
| Rampla Juniors – Liverpool Montevideo 5:1         |

### Kolejka 9
| Mecz                                                 |
| ---------------------------------------------------- |
| CA Peñarol – Defensor Sporting 3:0                   |
| Club Nacional de Football – Liverpool Montevideo 4:1 |
| Danubio FC – Fénix Montevideo 3:1                    |
| Sud América Montevideo – CA Cerro 1:0                |
| Montevideo Wanderers – Rampla Juniors 1:0            |

### Kolejka 10
| Mecz                                          |
| --------------------------------------------- |
| CA Cerro – Montevideo Wanderers 3:2           |
| CA Peñarol – Rampla Juniors 1:0               |
| Liverpool Montevideo – Defensor Sporting 3:1  |
| Sud América Montevideo – Fénix Montevideo 2:2 |
| Club Nacional de Football – Danubio FC 5:1    |

### Kolejka 11
| Mecz                                              |
| ------------------------------------------------- |
| CA Peñarol – Liverpool Montevideo 2:2             |
| Club Nacional de Football – Defensor Sporting 4:1 |
| CA Cerro – Fénix Montevideo 3:1                   |
| Danubio FC – Montevideo Wanderers 2:2             |
| Rampla Juniors – Sud América Montevideo 3:2       |

### Kolejka 12
| Mecz                                                   |
| ------------------------------------------------------ |
| Sud América Montevideo – Club Nacional de Football 1:0 |
| CA Cerro – Defensor Sporting 0:0                       |
| Danubio FC – Rampla Juniors 1:1                        |
| CA Peñarol – Fénix Montevideo 3:1                      |
| Montevideo Wanderers – Liverpool Montevideo 2:1        |

### Kolejka 13
| Mecz                                        |
| ------------------------------------------- |
| Montevideo Wanderers – CA Peñarol 3:2       |
| Rampla Juniors – Defensor Sporting 1:0      |
| Club Nacional de Football – CA Cerro 1:1    |
| Sud América Montevideo – Danubio FC 0:0     |
| Liverpool Montevideo – Fénix Montevideo 4:3 |

### Kolejka 14
| Mecz                                             |
| ------------------------------------------------ |
| Club Nacional de Football – Fénix Montevideo 8:1 |
| Sud América Montevideo – CA Peñarol 2:1          |
| Rampla Juniors – CA Cerro 0:0                    |
| Liverpool Montevideo – Danubio FC 1:1            |
| Montevideo Wanderers – Defensor Sporting 2:2     |

### Kolejka 15
| Mecz                                                 |
| ---------------------------------------------------- |
| CA Peñarol – CA Cerro 0:0                            |
| Club Nacional de Football – Montevideo Wanderers 0:0 |
| Defensor Sporting – Danubio FC 4:4                   |
| Fénix Montevideo – Rampla Juniors 3:1                |
| Sud América Montevideo – Liverpool Montevideo 4:0    |

### Kolejka 16
| Mecz                                           |
| ---------------------------------------------- |
| Rampla Juniors – Club Nacional de Football 2:0 |
| CA Peñarol – Danubio FC 3:1                    |
| Liverpool Montevideo – CA Cerro 3:1            |
| Fénix Montevideo – Montevideo Wanderers 1:1    |
| Defensor Sporting – Sud América Montevideo 1:0 |

### Kolejka 17
| Mecz                                              |
| ------------------------------------------------- |
| Montevideo Wanderers – Sud América Montevideo 0:0 |
| CA Peñarol – Club Nacional de Football 2:1        |
| Defensor Sporting – Fénix Montevideo 4:2          |
| Danubio FC – CA Cerro 0:0                         |
| Rampla Juniors – Liverpool Montevideo 2:0         |

### Kolejka 18
| Mecz                                                 |
| ---------------------------------------------------- |
| CA Peñarol – Defensor Sporting 1:1                   |
| Club Nacional de Football – Liverpool Montevideo 3:0 |
| Fénix Montevideo – Danubio FC 2:1                    |
| Sud América Montevideo – CA Cerro 3:1                |
| Rampla Juniors – Montevideo Wanderers 5:4            |

### Końcowa tabela sezonu 1958
| Poz | Klub                      | Mecze | Zw | Rem | Por | Pkt | BrZd | BrStr |
| --- | ------------------------- | ----- | -- | --- | --- | --- | ---- | ----- |
| 1   | CA Peñarol                | 18    | 10 | 4   | 4   | 24  | 33   | 16    |
| 2   | Club Nacional de Football | 18    | 8  | 7   | 3   | 23  | 37   | 15    |
| 3   | Rampla Juniors            | 18    | 10 | 3   | 5   | 23  | 29   | 18    |
| 4   | Sud América Montevideo    | 18    | 7  | 7   | 4   | 21  | 20   | 16    |
| 5   | Montevideo Wanderers      | 18    | 5  | 8   | 5   | 18  | 26   | 28    |
| 6   | Liverpool Montevideo      | 18    | 7  | 3   | 8   | 17  | 26   | 40    |
| 7   | Defensor Sporting         | 18    | 5  | 6   | 7   | 16  | 32   | 32    |
| 8   | CA Cerro                  | 18    | 3  | 8   | 7   | 14  | 20   | 26    |
| 9   | Danubio FC                | 18    | 2  | 9   | 7   | 13  | 24   | 35    |
| 10  | Fénix Montevideo          | 18    | 3  | 5   | 10  | 11  | 24   | 45    |

### Klasyfikacja strzelców bramek
| Gole | Piłkarz         | Klub           |
| ---- | --------------- | -------------- |
| 12   | Manuel Pedersen | Rampla Juniors |